# Cold Cuts (альбом Пола Маккартни)
Cold Cuts (с англ. — «Обрезки») — не выпущенный официально альбом-сборник ауттейков (англ. outtake; пробных записей, недоделанных песен) Пола Маккартни.

## Об альбоме
Первоначально альбом планировался к изданию в конце 1974, под названием Hot Hitz and Kold Kutz (с англ. — «Горячие хиты и холодные обрезки»); должен был представлять собой сборник из двух LP-дисков с внеальбомными синглами на первом диске и ещё не изданными или недоработанными треками, а также концертными записями Wings на втором. Поскольку альбом ещё не был закончен, а компания EMI очень хотела выпустить сборник Wings к сезону предрождественских продаж, то от выпуска двойного сборника отказались, и в ноябре 1978 был выпущен лишь первый диск (с хитами) как одинарный сборник Wings Greatest. Работа над альбомом была приостановлена, но в 1979 году вновь продолжилась; теперь альбом должен был назваться просто Cold Cuts и быть сборником ауттейков за период с 1971 по 1978 годы, включая инструментальные пьесы и песни с ведущим вокалом Линды Маккартни и Денни Лэйна. Планировалось добавить ещё две невыпускавшихся до того песни, записанные во время работы над альбомом Back to the Egg — «Robbers Ball» и «Cage». В январе 1980 Маккартни и группа Wings записали добавочные наложения для невыпускавшихся до того треков, планировавшихся для альбома, и альбом планировался к выпуску в первые месяцы 1981 года. Однако из-за разных событий, последовавших после смерти Джона Леннона в декабре 1980, работа над альбомом была вновь приостановлена. В августе 1987 Маккартни совместно с продюсером Крисом Томасом и звукоинженером Биллом Прайсом смикшировал и смонтировал другую версию альбома. Были добавочно записаны наложения в исполнении оркестра Richard Niles Orchestra, а название песни, записанной на концерте в 1972 году, было изменено с «Best Friend» на «Why Do You Treat Me So Bad?». До выпуска альбома дело так и не дошло — поскольку после того как в продаже появились бутлег-версии, Маккартни остановил проект окончательно.

## Бутлег-версии

### Club Sandwich (1987)
В 1987 бутлег-лейблом Club Sandwich был выпущен LP-альбом, под названием Cold Cuts (Club Sandwich SP-11), содержащий ауттейки за период с 1971 по 1978 годы (то есть, видимо, версия, скомпонованная на конец 1978 года).

#### Список композиций
| №  | Название              | Длительность |
| -- | --------------------- | ------------ |
| 1. | «A Love For You»      | 5:30         |
| 2. | «My Carnival»         | 3:42         |
| 3. | «Waterspout»          | 4:50         |
| 4. | «Momma's Little Girl» | 3:42         |
| 5. | «Night Out»           | 2:31         |
| 6. | «Robbers Ball»        | 3:58         |

| №   | Название                        | Длительность |
| --- | ------------------------------- | ------------ |
| 7.  | «Cage»                          | 3:09         |
| 8.  | «Did We Meet Somewhere Before?» | 5:02         |
| 9.  | «Hey Diddle»                    | 3:47         |
| 10. | «Tragedy»                       | 3:20         |
| 11. | «Best Friend»                   | 3:10         |
| 12. | «Same Time Next Year»           | 3:10         |

### Hot Hits Records (1988)
В 1988 датским бутлег-лейблом Hot Hits Records был выпущен на CD-диске ещё один вариант альбома, под названием Hot Hits Cold Cuts (Another Early Version) (Hot Hits Records SP-12) (с англ. — «Горячие хиты и Обрывки (ещё одна ранняя версия)»), с другим вариантом компоновки альбома (скорее всего, более поздним, хотя название альбома взято первоначальное).

#### Список композиций
| №                   | Название                        | Длительность |
| ------------------- | ------------------------------- | ------------ |
| 1.                  | «Mama's Little Girl»            | 3:34         |
| 2.                  | «I Would Only Smile»            | 3:15         |
| 3.                  | «Tragedy»                       | 3:12         |
| 4.                  | «Night Out»                     | 2:09         |
| 5.                  | «Oriental Nightfish»            | 2:41         |
| 6.                  | «Lunch Box/Odd Sox»             | 3:44         |
| 7.                  | «My Carnival»                   | 3:12         |
| 8.                  | «Send Me the Heart»             | 3:28         |
| 9.                  | «Hey Diddle»                    | 3:38         |
| 10.                 | «Wild Prairie»                  | 11:19        |
| 11.                 | «Tomorrow (instrumental)»       | 3:29         |
| 12.                 | «Proud Mum»                     | 1:55         |
| 13.                 | «Proud Mum (reprise)»           | 0:28         |
| 14.                 | «Same Time Next Year»           | 3:02         |
| 15.                 | «Did We Meet Somewhere Before?» | 4:55         |
| Общая длительность: | Общая длительность:             | 55:56        |

## Комментарии к каждому треку
Авторы всех песен — Пол Маккартни и Линда Маккартни, если не указано иное.
- «A Love for You»
  - Песня записана в 1971 во время сессий записи альбома Ram. В конце концов была издана в 2003 на альбоме с саундтреком к фильму Свадебная вечеринка[англ.]; более ранний микс песни был выпущен в 2012 как один из бонус-треков на «особом» издании (англ. Special Edition) переиздания альбома Ram[7].
- «Best Friend»
  - Запись с концерта в 1972. Даёт хорошее представление, как в то время группа Wings звучала на выступлениях.
- «Cage»
  - Убрана с альбома Back to the Egg в последний момент, заменена на «Baby’s Request». [стиль]
- «Did We Meet Somewhere Before?»
  - Написана в качестве главной музыкальной темы для фильма Уоррена Битти Небеса могут подождать, но кинематографистами была отклонена. Продолжала находиться в «запасниках» Пола, пока он не решил включить её в Cold Cuts. Фрагмент трека звучит в фильме Школа рок-н-ролла, хотя на альбом с саундтреком к фильму не включена; режиссёр этого фильма Аллан Аркуш договорился с Маккартни, что он всего за 500 долларов может использовать эту песню в фильме, при этом в перечне песен в заключительных титрах фильма песня указана не будет.[8] Песня представляет собой балладу в духе «My Love».
- «Hey Diddle»
  - На альбоме Wingspan: Hits and History эта песня помещена как последний трек в виде исполнения на репетиции под акустическую гитару в 1971 во время работы над альбомом Ram в виде дуэта Пола и Линды. На Cold Cuts — это «полномасштабно» сыгранная группой версия песни. Когда Wings летом 1974 были в Нэшвилле (шт. Теннесси, США), к первоначальной записи было добавлено несколько наложений с помощью таких музыкантов, как Чет Аткинс и Флойд Крамер; на тех же сессиях звукозаписи в Америке были записаны рок-н-ролл «Junior's Farm» и его би-сайд «Sally G», вышедшие на сингле в 1974. Исходная запись 1971 года была выпущена в 2012 как один из бонус-треков на «особом» издании (англ. Special Edition) переиздания альбома Ram[7].
- «I Would Only Smile»
  - Автор песни Денни Лэйн, он же поёт ведущий вокал. Записана для альбома Red Rose Speedway. Выпущена на альбоме Денни Лэйна 1980 года Japanese Tears.
- «Lunchbox/Odd Sox»
  - Песня записана во время сессий звукозаписи при работе над альбомом Venus and Mars в Новом Орлеане (США) в 1975. Выпущена как би-сайд сингла «Coming Up» в 1980.
- «Mama's Little Girl»
  - Песня записана во время записи альбома Red Rose Speedway в 1972. Выпущена как би-сайд сингла «Put It There» в 1990.
- «My Carnival»
  - Песня записана во время записи альбома Venus and Mars в Новом Орлеане в 1975. Выпущена как би-сайд сингла «Spies Like Us» в 1985.
- «Night Out»
  - Ауттейк времён работы над альбомом Red Rose Speedway в 1972; наложения записывались несколько раз разными составами Wings.
- «Oriental Nightfish»
  - Песня написана и ведущий вокал спет Линдой Маккартни; записано Wings в 1973. Выпущено на альбоме Линды Wide Prairie в 1998.
- «Proud Mum/Proud Mum (Reprise)»
  - Два инструментальных трека с сессий звукозаписи в Нэшвилле в 1974.
- «Robber’s Ball»
  - В песне Маккартни поёт в редком для него «оперном» стиле поверх голосов остальных участников Wings. Звучание больше напоминает номер из бродвейского шоу с мелодией немного из-за такта (англ. off-beat), чем обычное звучание Wings[источник не указан 3422 дня].
- «Same Time Next Year»
  - Записано в 1978 для фильма В это же время, в следующем году. Выпущена как би-сайд сингла «Put It There» в 1990.
- «Send Me the Heart»
  - Написана Полом Маккартни и Денни Лэйном; записано во время сессий звукозаписи в Нэшвилле в 1974. Выпущена на альбоме Денни Лэйна 1980 года Japanese Tears.
- «Tomorrow (Instrumental version)»
  - Инструментальный ремейк песни, выпущенной на альбоме Wild Life. Записано во время сессий работы над альбомом Venus and Mars в 1975.
- «Tragedy»
  - Ремейк баллады 1961 года группы The Fleetwoods 1961; записано во время сессий работы над альбомом Red Rose Speedway в 1972. Песня рассматривалась для помещения в первоначально планировавшийся в 1974 двойной альбом Hot Hitz and Kold Kutz. Имеется как минимум четыре микса этого трека, имеющих хождение среди коллекционеров; в каждом из них есть заметные различия в партиях инструментов на протяжении всей песни.
- «Waterspout»
  - Ауттейк с сессий записи альбома London Town. В 1987 были записаны добавочные наложения и планировалось добавить трек в сборник All the Best!, но в конечном итоге вместо него в сборник вошла песня «C Moon».
- «Wide Prairie»
  - Записано в ноябре 1973 в студии EMI в Париже. Более короткая версия этого трека, без двух частей с ведущим вокалом Пола, была выпущена в 1998 на альбоме Линды Wide Prairie.